# Droga wojewódzka nr 414
Droga wojewódzka nr 414 (DW414) – droga wojewódzka w województwie opolskim. Łączy Prudnik z obwodnicą Opola w dzielnicy Wrzoski. W 2008 roku Zarząd Dróg Wojewódzkich wybudował obwodnicę miejscowości Biała będącej częścią drogi wojewódzkiej 414 Opole-Prudnik.
Odcinek tej drogi pomiędzy Chrzelicami i Prószkowem wytyczony został pod koniec XVIII wieku. W pewnym miejscu droga ta jest idealnie prosta. Chodzi tutaj o odcinek około 12,3 km, który swój początek w Chrzelicach, około 120-130 metrów przed zjazdem z drogi wojewódzkiej nr 414 do tej miejscowości, a kończy się w Przysieczy, tuż przy granicy administracyjnej tej miejscowości z Ligotą Prószkowską. Wytyczenie tego odcinka drogi przypisuje się królewskiemu nadleśniczemu - Wilhelmowi Heinrichowi Hellerowi(1754-1818). Planowana droga przebiegała przez gęsty las, zabagnione tereny oraz częściowo przez bagienne pozostałości chrzelickiego Czarnego Stawu (der schwarze Teich). Idealnie prosty odcinek drogi pomiędzy Chrzelicami a Prószkowem bardzo dobrze obrazuje mapa „Urmesstischblätter von Preussen” z 1825 roku.
W roku 2008 wykonano gruntowny remont drogi na odcinku pomiędzy Ligotą Prószkową i Smolarnią, zaś w roku 2010 pomiędzy Smolarnią i Krobuszem.

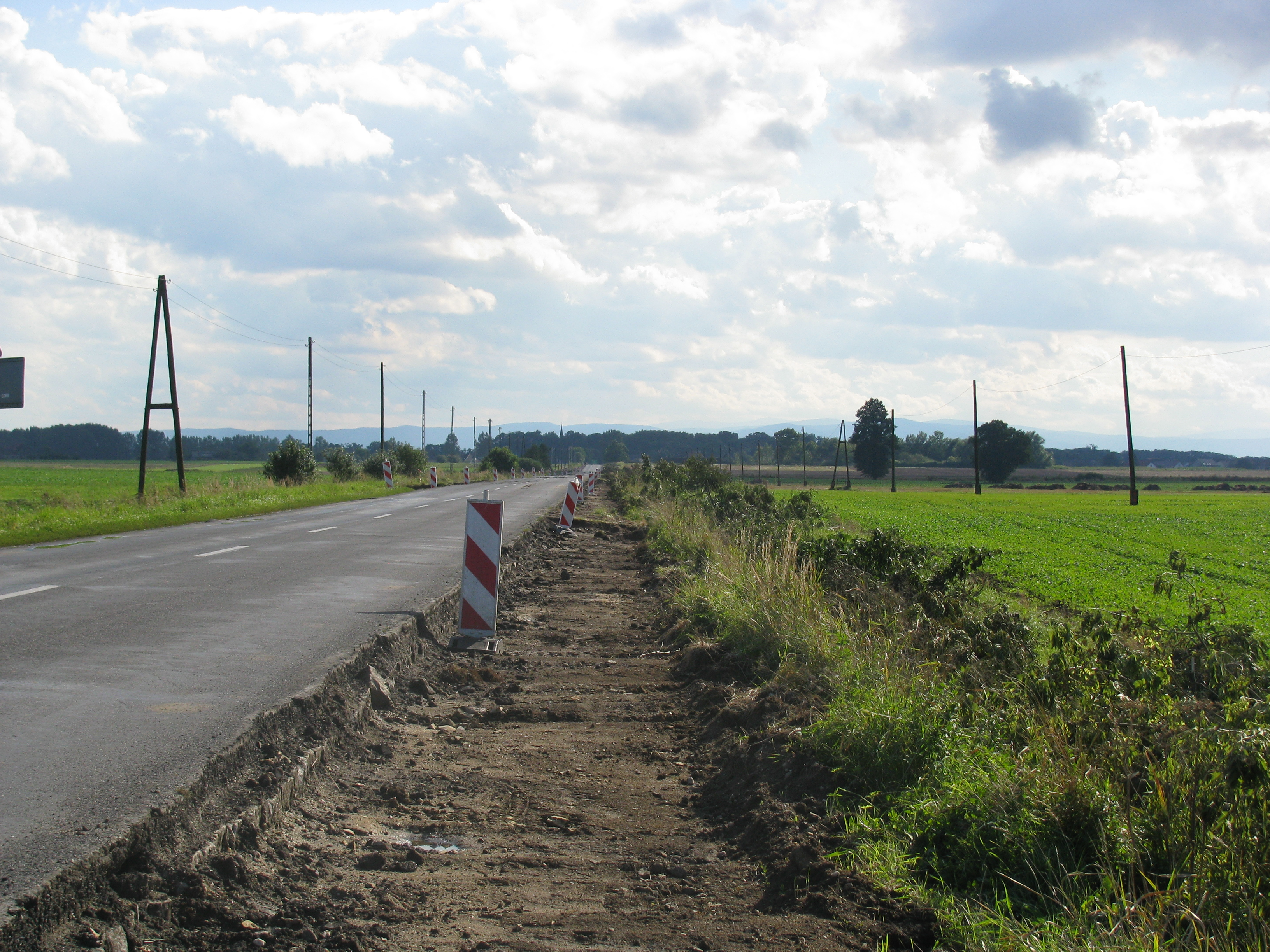
Remont drogi na wysokości Chrzelic, 2010 r.

## Dopuszczalny nacisk na oś
Na całej długości drogi wojewódzkiej nr 414 dopuszczalny jest ruch pojazdów o nacisku pojedynczej osi do 10 ton.

## Miejscowości na trasie
- Opole
- Górki
- Chrząszczyce
- Złotniki
- Prószków
- Przysiecz
- Ligota Prószkowska
- Smolarnia
- Chrzelice
- Łącznik
- Dębina
- Krobusz
- Biała
- Lubrza
- Prudnik